# 广卫村站
广卫村站是位于云南省昆明市广卫村的一个铁路车站，邮政编码650213。车站建于1910年，有昆河铁路经过该站，现已取消，不办理客货运业务。车站及其上下行区间均未电气化。车站距离昆明北站16公里，隶属昆明铁路局，是五等站。